# RNF103-CHMP3
RNF103-CHMP3 (англ. Charged multivesicular body protein 3) – білок, який кодується однойменним геном, розташованим у людей на короткому плечі 2-ї хромосоми.  Довжина поліпептидного ланцюга білка становить 222 амінокислот, а молекулярна маса — 25 073.
| 10         |  | 20         |  | 30         |  | 40         |  | 50         |
| ---------- |  | ---------- |  | ---------- |  | ---------- |  | ---------- |
| MGLFGKTQEK |  | PPKELVNEWS |  | LKIRKEMRVV |  | DRQIRDIQRE |  | EEKVKRSVKD |
| AAKKGQKDVC |  | IVLAKEMIRS |  | RKAVSKLYAS |  | KAHMNSVLMG |  | MKNQLAVLRV |
| AGSLQKSTEV |  | MKAMQSLVKI |  | PEIQATMREL |  | SKEMMKAGII |  | EEMLEDTFES |
| MDDQEEMEEE |  | AEMEIDRILF |  | EITAGALGKA |  | PSKVTDALPE |  | PEPPGAMAAS |
| EDEEEEEEAL |  | EAMQSRLATL |  | RS         |  |            |  |            |

A: Аланін

C: Цистеїн

D: Аспарагінова кислота

E: Глутамінова кислота

F: Фенілаланін

G: Гліцин

H: Гістидин

I: Ізолейцин

K: Лізин

L: Лейцин

M: Метіонін

N: Аспарагін

P: Пролін

Q: Глутамін

R: Аргінін

S: Серин

T: Треонін

V: Валін

W: Триптофан

Кодований геном білок за функцією належить до фосфопротеїнів. 
Задіяний у таких біологічних процесах як апоптоз, транспорт, транспорт білків, клітинний цикл, поділ клітини, альтернативний сплайсинг. 
Локалізований у цитоплазмі, мембрані, ендосомах.